# Avea
Avea İletişim Hizmetleri A.Ş., kurz Avea (ehemals Aria), war bis zum Zusammenschluss im Januar 2016 mit der Türk Telekom ein eigenständiger Mobilfunknetzbetreiber in der Türkei.  Avea hatte Ende 2012 rund 13,5 Millionen Kunden und eine Netzabdeckung von 96,7 % der türkischen Bevölkerung.

## Geschichte
Aria war der dritte Mobilfunknetzanbieter in der Türkei und gleichzeitig der erste GSM-Operator, der in dem Land ein DCS 1800-Netz eingeführt ab März 2001 seinen Kunden zugänglich gemacht hat.
Die Gesellschaft war ein Zusammenschluss der Firmen Türkiye İş Bankası (İş Bank) und Telecom Italia Mobile (TIM) im Oktober 2000. Die letzte strukturelle Änderung hat das Unternehmen im Juni 2004 vollzogen. Hier erfolgte ein Zusammenschluss der bis dato unabhängigen Mobilfunkunternehmer Aria und dem vierten türkischen GSM-Netz Aycell zu Avea (türk. „A ve A“, übersetzt zu deutsch „A und A“, also die Anfangsbuchstaben der beiden Unternehmen). Aycell war ein Unternehmen der Türk Telekomünikasyon A.Ş., kurz Türk Telekom (TT).

## Sonstiges
Avea galt mit ihren großen Werbekampagnen und Promotionsaktionen im Mobilfunkmarkt als eine bekannte und dynamische Marke, die besonders junge Kunden ansprechen wollte. Sie war unter anderem Hauptsponsor der zwei großen Istanbuler Traditionsvereine Fenerbahce und Galatasaray und hatte als Werbeträger unter anderem bekannte Showgrößen wie den türkischen Pop-Star Tarkan, der für die Gesellschaft eigens ein Lied komponierte.
Die Telefónica Germany arbeitete bis Februar 2017 mit der Avea-Muttergesellschaft Türk Telekom zusammen und bot in Deutschland unter dem Namen Türk Telekom Mobile verschiedene Vertrags- und Prepaidtarife an. Die Besonderheit dabei war, dass in der Türkei keine Roaminggebühren anfielen. Nach dem Ende der Zusammenarbeit wurden Bestandskunden auf die Marke TürkeiSIM übertragen.
Von 2013 an wurde ein ähnliches Produkt unter demselben Namen auch beim belgischen Netzbetreiber Base angeboten.